# Latviešu Pagaidu Nacionālā Padome
Latviešu Pagaidu Nacionalā Padome (Lettischer Vorläufiger Nationaler Rat) war ein Zusammenschluss von politischen Fraktionen, der am 29. November 1917 ein unabhängiges Lettland erklärte. Ein Jahr später verschmolz der Rat mit dem Demokratischen Block zum Lettischen Volksrat, der am 18. November 1918 die Republik Lettland ausrief.
Es waren verschiedene Lettische politische Parteien unter Ausschluss der nationalen Minderheiten Lettlands sowie der Menschewiki und Bolschewiki vertreten.
Die politische Position des vorläufigen Nationalen Rats war radikal und deutschfeindlich. 
Die Arbeit des Rats wurde erschwert durch die Besetzung des lettischen Territoriums zuerst durch die Deutschen und dann durch die Bolschewiki.
Im deutsch besetzten Teil Lettlands war 1917 eine Konkurrenz-Organisation entstanden, die auch die Menschewiki mit einschloss. Dies war der „Demokratische Block“ mit dem späteren Staatsoberhaupt Kārlis Ulmanis als Vorsitzenden.
Nach einem Kompromiss über die zukünftigen Ministerposten erfolgte im November 1918 die Fusion der beiden Organisationen zum Lettischen Volksrat.